# R·E·M·里卡比
R·E·M·里卡比，OBE（英語：R. E. M. Rickaby，全名Rosalind "Ros" Emily Majors Rickaby，1974年6月29日—）是一位英国地质学家，牛津大学地球科学系生物地球化学教授，牛津大學沃弗森學院理事会研究员，主要科普作品有《进化的命运：环境和生命共同进化的化学》（Evolution’s Destiny: Co-evolving Chemistry of the Environment and Life，与R·J·P·威廉斯合著）等。

## 生平
里卡比在1995年获得剑桥大学抹大拉学院的自然科学文學碩士（M.A.）学位，并在1999年获得本校地球科学系的博士学位，导师哈利·艾德菲德，之后前往哈佛大学地球与行星科学系的Dan Schrag的实验室进行了两年的博士后工作，2022年当选皇家学会院士。